# The Mandalorian
The Mandalorian is een liveactionserie in het Star Wars-universum op het streamingplatform Disney+. De serie werd bedacht door Jon Favreau en geproduceerd door Lucasfilm. Hij speelt zich af tussen de films Return of the Jedi en The Force Awakens. Het titelpersonage wordt gespeeld door Pedro Pascal. De serie ging op 8 november 2019 in première, het tweede seizoen op 30 oktober 2020 en het derde seizoen pas een tweeëneenhalf jaar later op 1 maart 2023.

## Verhaal
De serie speelt zich af vijf jaar na de val van het Galactisch Keizerrijk en voor de opkomst van de First Order. Het vertelt de avonturen in de buitenrand van het sterrenstelsel van de eenzame premiejager Din Djarin, een Mandaloriaan, en zijn beschermeling Grogu. Moff Gideon, een Keizerlijke leider, is de hoofdslechterik in de serie.
In de serie ontmoet de premiejager vele mensen die hij helpt met missies, zoals overige Keizerlijke basissen aanvallen. In ruil hiervoor krijgt hij vaak informatie over waar hij meerdere van zijn soort kan vinden of waar de Jedi zijn die het kind kunnen beschermen. In de serie keren ook oude bekenden terug, als Boba Fett, Luke Skywalker en Ahsoka Tano.

### Seizoen 1
Wanneer de premiejager opdracht krijgt om een jong wezen naar de premie-bazen te brengen, verzet hij zich tegen de premie en doet hij er alles aan om zelf het Kind veilig te houden, terwijl hij door allerlei mensen wordt opgejaagd die het Kind willen hebben. De meesten worden gestuurd door Moff Gideon die het kind wil hebben vanwege zijn krachten. Het Kind is namelijk gevoelig met de Force.

### Seizoen 2
De premiejager heeft de opdracht om het Force-gevoelige Kind aan de Jedi te bezorgen om zijn opleiding te vervolledigen. De zoektocht naar de Jedi is niet zonder hindernissen en leidt tot een finale confrontatie met Moff Gideon. Van Ahsoka Tano leert hij dat de naam van het Kind Grogu is.

### Seizoen 3
De premiejager en Grogu sluiten zich aan bij hun mede-Mandalorianen om onder leiding van Bo-Katan hun thuisplaneet Mandalore te heroveren, maar krijgen tegenstand van Moff Gideon.

## Rolverdeling
| Acteur                                    | Personage                     | Seizoen     | Seizoen     | Seizoen     |
| Acteur                                    | Personage                     | 1           | 2           | 3           |
| ----------------------------------------- | ----------------------------- | ----------- | ----------- | ----------- |
| Pedro Pascal Brendan Wayne Lateef Crowder | Din Djarin / The Mandalorian  | Hoofdrol    | Hoofdrol    | Hoofdrol    |
| Verschillende poppenspelers               | Din Grogu (The Child)         | Hoofdrol    | Hoofdrol    | Hoofdrol    |
| Katee Sackhoff                            | Bo-Katan Kryze                |             | Terugkerend | Hoofdrol    |
| Carl Weathers                             | Greef Karga                   | Terugkerend | Bijrol      | Terugkerend |
| Giancarlo Esposito                        | Moff Gideon                   | Terugkerend | Terugkerend | Terugkerend |
| Omid Abtahi                               | Dr. Penn Pershing             | Terugkerend | Terugkerend | Bijrol      |
| Emily Swallow                             | The Armorer (De Wapenmeester) | Terugkerend |             | Terugkerend |
| Gina Carano                               | Cara Dune                     | Terugkerend | Terugkerend |             |
| Taika Waititi (stem)                      | IG-11 / IG-12                 | Terugkerend |             | Terugkerend |
| Werner Herzog                             | De Cliënt                     | Terugkerend |             |             |
| Nick Nolte (stem)                         | Kuiil                         | Terugkerend |             |             |
| Verschillende poppenspelers               | R5-D4                         | Bijrol      | Terugkerend | Terugkerend |
| Amy Sedaris                               | Peli Motto                    | Bijrol      | Terugkerend | Bijrol      |
| Ming-Na Wen                               | Fennec Shand                  | Bijrol      | Terugkerend |             |
| Katy M. O'Brian                           | Elia Kane                     |             | Terugkerend | Terugkerend |
| Mercedes Varnado                          | Koska Reeves                  |             | Terugkerend | Terugkerend |
| Paul Sun-Hyung Lee                        | Captain Carson Teva           |             | Terugkerend | Terugkerend |
| Temuera Morrison                          | Boba Fett                     |             | Terugkerend |             |
| Misty Rosas Dee Bradley Baker (stem)      | Frog Lady                     |             | Terugkerend |             |
| Dave Filoni                               | Trapper Wolf                  | Gastrol     | Gastrol     | Terugkerend |
| Tait Fletcher Jon Favreau (stem)          | Paz Vizsla                    | Gastrol     |             | Terugkerend |
| Rick Famuyiwa                             | Jib Dodger                    | Gastrol     |             | Terugkerend |
| Simon Kassianides                         | Axe Woves                     |             | Bijrol      | Terugkerend |
| Wesley Kimmel                             | Ragnar                        |             |             | Terugkerend |
| Shirley Henderson (stem)                  | The Anzellan Crew             |             |             | Terugkerend |
| Parvesh Cheena (stem)                     | Nevarro Copper Droid          |             |             | Terugkerend |
| Carey Jones Nonso Anozie (stem)           | Gorian Shard                  |             |             | Terugkerend |
| Marti Matulis                             | Vane                          |             |             | Terugkerend |
| Charles Baker                             | Survivor Scout                |             |             | Terugkerend |
| Charles Parnell                           | Survivor Captain              |             |             | Terugkerend |
| Bill Burr                                 | Migs Mayfeld                  | Bijrol      | Bijrol      |             |
| Richard Ayoade (stem)                     | Q9-0                          | Bijrol      | Bijrol      |             |
| Jake Cannavale                            | Toro Calican                  | Bijrol      |             |             |
| Mark Boone Junior                         | Ranzar "Ran" Malk             | Bijrol      |             |             |
| Natalia Tena                              | Xi'an                         | Bijrol      |             |             |
| Clancy Brown                              | Burg                          | Bijrol      |             |             |
| Ismael Cruz Córdova                       | Qin                           | Bijrol      |             |             |
| Horatio Sanz                              | Mythrol                       | Gastrol     | Bijrol      |             |
| John Leguizamo (stem)                     | Gor Koresh                    |             | Bijrol      |             |
| Timothy Olyphant                          | Cobb Vanth                    |             | Bijrol      |             |
| Titus Welliver                            | Imperial Kapitein             |             | Bijrol      |             |
| Michael Biehn                             | Lang                          |             | Bijrol      |             |
| Rosario Dawson                            | Ahsoka Tano                   |             | Bijrol      |             |
| Diana Lee Inosanto                        | Morgan Elsbeth                |             | Bijrol      |             |
| Mark Hamill                               | Luke Skywalker                |             | Bijrol      |             |
| Verschillende poppenspelers               | R2-D2                         |             | Bijrol      |             |
| Ahmed Best                                | Kelleran Beq                  |             |             | Bijrol      |
| Tim Meadows                               | Colonel Tuttle                |             |             | Bijrol      |
| Jack Black                                | Captain Bombardier            |             |             | Bijrol      |
| Lizzo                                     | The Duchess                   |             |             | Bijrol      |
| Christopher Lloyd                         | Commissioner Helgait          |             |             | Bijrol      |
| Deborah Chow                              | Sash Ketter                   | Gastrol     |             | Gastrol     |
| Julia Jones                               | Omera                         | Gastrol     |             |             |
| Isla Farris                               | Winta                         | Gastrol     |             |             |
| Asif Ali                                  | Caben                         | Gastrol     |             |             |
| Eugene Cordero                            | Stoke                         | Gastrol     |             |             |
| Matt Lanter                               | Lant Davan                    | Gastrol     |             |             |
| Brian Posehn                              | Speeder-piloot                | Gastrol     |             |             |
| Adam Pally                                | Scouttrooper                  | Gastrol     |             |             |
| Jason Sudeikis                            | Scouttrooper                  | Gastrol     |             |             |
| Troy Kotsur                               | Tusken Raider Scout           | Gastrol     |             |             |
| Mark Hamill (stem)                        | EV-9D9                        | Gastrol     |             |             |
| Steve Blum (stem)                         | Spaceport Operator            | Gastrol     |             |             |
| Richard Brake                             | Valin Hess                    |             | Gastrol     |             |
| Matthew Wood                              | Bib Fortuna                   |             | Gastrol     |             |
| W. Earl Brown                             | Weequay Barman                |             | Gastrol     |             |
| Karisma Shanel                            | Jo                            |             | Gastrol     |             |
| Veanne Cox                                | Aristocrat 4                  |             |             | Gastrol     |
| Matthew Bellows                           | Amnesty Officer M40           |             |             | Gastrol     |
| James Chen                                | Amnesty Officer G27           |             |             | Gastrol     |
| Max Fowler                                | Amnesty Officer M34           |             |             | Gastrol     |
| Temuera Morrison                          | Clone Troopers                |             |             | Gastrol     |
| Steve Blum                                | Zeb Orrelios                  |             |             | Gastrol     |
| Max Lloyd-Jones (stem)                    | Lieutenant Reed               |             |             | Gastrol     |
| Christine Adams (stem)                    | Quarren Captain               |             |             | Gastrol     |
| Harry Holland (stem)                      | Mon Calamari Nobleman         |             |             | Gastrol     |
| Dale Dickey (stem)                        | Saifir                        |             |             | Gastrol     |
| Matthew Wood (stem)                       | B-1 Series Droid Foreman      |             |             | Gastrol     |
| Seth Gabel (stem)                         | Bartender Droid               |             |             | Gastrol     |
| Xander Berkeley                           | Gillad Pellaeon               |             |             | Gastrol     |
| Brian Gleeson                             | Brendol Hux                   |             |             | Gastrol     |
| Jonny Coyne                               | Warlords                      |             |             | Gastrol     |
| Jodi Long                                 | Warlords                      |             |             | Gastrol     |
| Hemky Madera                              | Warlords                      |             |             | Gastrol     |
| Ron Bottitta                              | Warlords                      |             |             | Gastrol     |
| Marco Khan                                | Warlords                      |             |             | Gastrol     |
| Imelda Corcoran                           | Warlords                      |             |             | Gastrol     |

## Afleveringen

### Seizoen 1 (2019)
| Nr. | # | Titel           | Regisseur           | Schrijver(s)                     | Releasedatum     |
| --- | - | --------------- | ------------------- | -------------------------------- | ---------------- |
| 1 | 1 | The Mandalorian | Dave Filoni         | Jon Favreau                      | 12 november 2019 |
| Vijf jaar na de val van het Galactisch Keizerrijk overhandigt een Mandaloriaanse premiejager zijn laatste buit aan Greef Karga. De premiejager aanvaardt een geheime commissie op de buitenpostwereld van de planeet Nevarro van een raadselachtige cliënt die schijnbaar Keizerlijke connecties heeft. De Cliënt draagt hem op om een naamloos vijftigjarig doelwit op te sporen en aan hem uit te leveren. Terwijl de Cliënt onverschillig lijkt te staan over het welzijn van het doelwit, staat zijn collega Dr. Pershing erop dat het doelwit levend wordt afgeleverd. De Mandaloriaan krijgt een aanbetaling door middel van een staaf Beskar-staal, dat heilig is voor zijn volk. Hij neemt het mee naar een geheime Mandaloriaanse enclave waar de Wapenmeester er een bepantsering van maakt voor hem. Aangekomen op de planeet van de laatst genoemde locatie van het doelwit, wordt de Mandaloriaan geholpen door de Ugnaught Kuiil. Moe van al de chaos die verschillende premiejagers meebrengen naar het gebied, leidt Kuiil hem naar de locatie van het doelwit en vertrekt. Bij het betreden van het afgelegen en zwaar beveiligde kamp werkt de Mandaloriaan met tegenzin samen met de droid IG-11 om het kamp te ontruimen en de prooi te vinden. Het doelwit blijkt een kind van dezelfde soort als Yoda te zijn. Wanneer IG-11 het Kind probeert te doden naar de orders die hij heeft gekregen, vernietigt de Mandaloriaan de droid en neemt het Kind mee.                                                                  |   |                 |                     |                                  |                  |
| 2 | 2 | The Child       | Rick Famuyiwa       | Jon Favreau                      | 15 november 2019 |
| Tijdens zijn terugkeer naar zijn ruimteschip met het Kind, vecht en doodt de Mandaloriaan een groep rivaliserende premiejagers die hem in een hinderlaag lokken. Wanneer hij zijn schip nadert ontdekt hij dat het wordt ontmanteld door Jawa's, die de onderdelen willen stelen. Wanneer hij hun voertuig probeert aan te vallen, verdoven de Jawa's hem waardoor hij van het voertuig valt. De volgende dag helpt Kuiil hem om de Jawa's te vinden en te onderhandelen over het terugkrijgen van de onderdelen van zijn schip. De Mandaloriaan stemt ermee in om het ei van een neushoornachtige Mudhorn te stelen in ruil voor de onderdelen. Hij gaat de grot van de Mudhorn binnen, die hem terug naar buiten slingert een meerdere malen aanvalt. Hierdoor wordt zijn pantser beschadigd. Terwijl de Mudhorn zijn laatste aanval inzet om de Mandaloriaan te doden, gebruikt het Kind De Kracht om het beest te laten zweven, waardoor de verraste Mandaloriaan het beest kan doden met een mes. Hij brengt het ei naar de Jawa's, die het openbreken en de gele binnenkant opeten. Nu hij de onderdelen terugheeft, werken de Mandaloriaan en Kuiil samen om het schip te repareren, waardoor de Mandaloriaan de planeet kan verlaten met het Kind. |   |                 |                     |                                  |                  |
| 3 | 3 | The Sin         | Deborah Chow        | Jon Favreau                      | 22 november 2019 |
| Op Nevarro levert de Mandaloriaan het Kind af aan de Cliënt. Hij krijgt zijn premie in de vorm van twintig staven Beskar-staal. De Mandaloriaan vraagt naar de plannen van de Cliënt met het Kind, maar krijgt te horen dat dat zijn zaken niet zijn. Hij vertrekt om een conflict te vermijden. Terug in de Mandaloriaanse enclave laat hij zijn pantser vervangen en zijn wapens verbeteren door de Wapenmeester, die een volledig harnas smeedt uit het meeste van het Beskar-staal, terwijl de rest naar Mandaloriaanse vondelingen gaat. De Mandaloriaan aanvaardt een nieuwe opdracht van Greef Karga en bereidt zijn schip voor op vertrek. Omdat hij zich schuldig voelt, keert hij terug om de basis van de Cliënt aan te vallen en de meeste Stormtroopers te doden die de Cliënt bewaken. Hij redt het Kind uit het laboratorium van Dr. Pershing, waar experimenten op hem werden uitgevoerd. De Mandaloriaan kiest ervoor om Pershing niet te doden. Op de terugweg naar zijn schip wordt de Mandaloriaan in een hinderlaag gelokt door andere premiejagers en Greef Karga, die eisen dat hij het Kind aan hen overhandigt. Hij weigert, en een vuurgevecht breekt uit. In de minderheid en in het nauw gedreven, kan de Mandaloriaan ontsnappen wanneer de andere Mandalorianen uit de enclave aankomen en de premiejagers aanvallen. De Mandaloriaan slaagt erin zijn schip te bereiken en te ontsnappen. |   |                 |                     |                                  |                  |
| 4 | 4 | Sanctuary       | Bryce Dallas Howard | Jon Favreau                      | 29 november 2019 |
| Aangekomen op de dunbevolkte bosplaneet Sorgan, ontmoet de Mandaloriaan de voormalige Rebellen Shock Trooper Cara Dune, die ondertussen huurling is geworden. Na een korte vechtpartij zegt Cara dat ze zich verstopt na het opnemen van haar "vervroegd pensioen", en vraagt de Mandaloriaan om te vertrekken. Terwijl hij zijn schip voorbereidt, wordt hij benaderd door twee wanhopige vissers die hem vragen om een groep Klatooniaanse overvallers te verjagen. Hij aanvaardt de opdracht in ruil voor onderdak en hij gebruikt hun credits om de hulp van Cara in te schakelen. In het dorp worden ze gehuisvest door de weduwe Omera en haar dochtertje Winta. De Mandaloriaan vertelt haar dat niemand hem sinds zijn kindertijd zonder zijn helm heeft gezien, toen zijn stam hem als wees opnam. Ondanks dat de Mandaloriaan en Cara ontdekken dat de Klatoonianen over een AT-ST beschikken, weigeren de dorpsbewoners te vluchten. Hierop beginnen de Mandaloriaan en Cara hen te trainen om zich te kunnen verdedigen. 's Nachts provoceren ze de Klatoonianen, waarbij Cara de AT-ST in de val lokt zodat de Mandaloriaan hem kan opblazen en de overgebleven Klatoonianen dwingt te vluchten. Nu de vrede is hersteld, is de Mandaloriaan van plan om het Kind in het dorp te laten, maar een premiejager heeft het dorp opgespoord. Cara schakelt hem uit. De Mandaloriaan beseft dat noch het dorp noch het Kind veilig zijn als hij hem daar laat, en vertrekt daarop met het Kind.                                           |   |                 |                     |                                  |                  |
| 5 | 5 | The Gunslinger  | Dave Filoni         | Jon Favreau & Dave Filoni        | 6 december 2019  |
| De Mandaloriaan verslaat een rivaliserende premiejager tijdens een luchtgevecht. Hij landt zijn beschadigde schip op een nabijgelegen reparatiedok vlak bij Mos Eisley op de planeet Tatooine, dat gerund wordt door Peli Motto. In de cantina gaat hij op zoek naar een opdracht zodat hij de reparatiekosten kan betalen. Hij ontmoet de aspirant-premiejager Toro Calican, die op jacht is naar de elite-huurling Fennec Shand. Calican moet Shand weten te vangen om zo lid te kunnen worden van de Premiejagersgilde, en de Mandaloriaan stemt ermee in om hem te helpen wanneer Calican hem het geld van de opdracht aanbiedt. Ze weten Shand gevangen te nemen in de woestijn, maar ze vernietigt een van hun speeders, waardoor de Mandaloriaan alleen op zoek gaat naar een ander vervoermiddel. Terwijl Calican Shand bewaakt, vertelt ze hem dat de Mandaloriaan de Gilde heeft verraden, waardoor de premie die op de hoofden van de Mandaloriaan en het Kind staat veel meer waard is dan de hare. Shand biedt Calican aan om hem te helpen de Mandaloriaan te vangen in ruil voor haar vrijheid. In plaats daarvan schiet Calican haar neer en gaat met de resterende speeder naar het reparatiedok, waar hij Motto en het Kind gijzelt. De Mandaloriaan arriveert en gebruikt een fakkel om Calican te desoriënteren, waarop hij hem doodt. Hij neemt het geld van Calican om Motto te betalen voor de reparaties en bedankt haar voor hij Tatooine verlaat. In de woestijn benadert een mysterieus figuur het lichaam van Shand. |   |                 |                     |                                  |                  |
| 6 | 6 | The Prisoner    | Rick Famuyiwa       | Christopher Yost & Rick Famuyiwa | 13 december 2019 |
| Op zoek naar een opdracht neemt de Mandaloriaan contact op met zijn voormalige partner Ranzar "Ran" Malk. Ran verwelkomt hem in zijn ruimtestation en vertelt de Mandaloriaan dat hij zijn schip nodig heeft voor een opdracht met vijf manschappen. Hij wordt vergezeld door de voormalige Keizerlijke scherpschutter Mayfeld, de Devaroniaanse krachtpatser Burg, droid-piloot Q9-0 en de Twi'lek messen-experte Xi'an. Ze moeten Qin, de broer van Xi'an die een gevangene is van de Nieuwe Republiek, bevrijden uit een gevangenisschip. Na het schip te hebben geïnfiltreerd, vechten ze zich een weg voorbij de beveiligingsdroids en bereiken ze de controlekamer waar de beveiligingschef van het schip een baken activeert voordat hij wordt gedood door Xi'an. De groep weet Qin te bevrijden, maar ze verraden de Mandaloriaan. De Mandaloriaan weet terug te ontsnappen en schakelt elk lid van de groep uit. Q9-0 vindt het Kind na het ontcijferen van de gearchiveerde opdracht van Greef Karga, maar wordt neergeschoten door de Mandaloriaan voordat hij het Kind schade kan berokkenen. De Mandaloriaan levert Qin uit aan Ran en vertrekt met zijn betaling. Onmiddellijk na zijn vertrekt beveelt Ran een jachtschip om achter de Mandaloriaan te vliegen en hem uit te schakelen, maar ontdekt het baken in zijn jaszak waardoor drie X-Wings het ruimtestation aanvallen. Mayfeld, Burg en Xi'an blijken opgesloten te zitten in het gevangenisschip en werden dus gespaard door de Mandaloriaan.                          |   |                 |                     |                                  |                  |
| 7 | 7 | The Reckoning   | Deborah Chow        | Jon Favreau                      | 18 december 2019 |
| De Mandaloriaan ontvangt een bericht van Greef Karga, wiens stad op Nevarro is overspoeld door ex-Keizerlijke troepen onder leiding van de Cliënt. Karga stelt voor dat de Mandaloriaan het Kind als lokaas gebruikt om de Cliënt te kunnen doden en de stad te bevrijden. In ruil zal Karga dingen regelen met de Gilde waardoor de Mandaloriaan en het Kind in vrede zullen kunnen leven. De Mandaloriaan vermoedt een valstrik en werft Cara en Kuiil aan om hem te helpen. Kuiil brengt een herbouwde en opnieuw geprogrammeerde IG-11 mee om het Kind te beschermen. Ze ontmoeten Karga en zijn medewerkers, maar worden aangevallen door Mynocks. Karga geraakt gewond, maar het Kind gebruikt De Kracht om zijn verwondingen te genezen. In ruil daarvoor doodt Karga zijn medewerkers en bekent hij zijn oorspronkelijke plan om de Mandaloriaan neer te schieten en het Kind naar de Cliënt te brengen. Karga doet alsof Cara de Mandaloriaan heeft kunnen vangen, terwijl Kuiil het Kind terugbrengt naar het schip. Tijdens de ontmoeting met de Cliënt openen de troepen van Moff Gideon het vuur en doden ze de Cliënt en zijn lijfwachten. Hierdoor geraken de Mandaloriaan, Cara en Karga ingesloten. Gideon eist de overlevering van het Kind. In de woestijn onderscheppen twee verkenningstroopers het bericht van de Mandaloriaan aan Kuiil, waarop ze Kuiil inhalen en doden. Ze brengen het Kind terug richting de stad. |   |                 |                     |                                  |                  |
| 8 | 8 | Redemption      | Taika Waititi       | Jon Favreau                      | 27 december 2019 |
| IG-11 weet het Kind te redden van de verkenningstroopers. Gideon waarschuwt de Mandaloriaan, Cara en Karga dat ze zullen sterven tenzij ze ermee instemmen om hem te helpen. IG-11 arriveert en verbreekt de impasse, maar Gideon weet de Mandaloriaan te verwonden. Het Kind gebruikt De Kracht om de vlammenwerper van een aanstormende Stormtrooper om hem af te doen buigen. De Mandaloriaan stuurt de anderen met het Kind door een rioolrooster om hulp te zoeken bij de Mandaloriaanse enclave, terwijl IG-11 zijn helm verwijderd om hem te verzorgen. Wanneer hij terug aansluit bij de anderen, ontdekt de Mandaloriaan dat de andere Mandalorianen ofwel gedood of ontsnapt zijn, met uitzondering van de Wapenmeester. Ze geeft hem de opdracht voor het Kind te zorgen alsof het van hemzelf zou zijn, en het Kind zijn oorsprong te ontdekken en te herenigen met zijn eigen soort. De smid vormt de Mandaloriaan zijn eigen zegel en geeft hem een jetpack. De groep wordt over een ondergrondse lavarivier overgebracht. Wanneer ze door Stormtroopers in een hinderlaag worden gelokt, vernietigt IG-11 zichzelf om de vijand uit te schakelen. Gideon valt de groep aan in een TIE starfighter en de Mandaloriaan gebruikt zijn jetpack om het tuig te kunnen neerhalen. De Mandaloriaan vertrekt met het Kind, terwijl Cara en Karga achterblijven. Gideon snijdt zichzelf uit zijn neergestorte schip met een Darksaber, een Mandaloriaans artefact.                                                                         |   |                 |                     |                                  |                  |

### Seizoen 2 (2020)
| Nr. | # | Titel         | Regisseur           | Schrijver(s)              | Releasedatum     |
| --- | - | ------------- | ------------------- | ------------------------- | ---------------- |
| 9 | 1 | The Marshal   | Jon Favreau         | Jon Favreau               | 30 oktober 2020  |
| De Mandalorian heeft de taak gekregen het Kind terug te brengen naar de Jedi. Hij gaat op zoek naar andere Mandalorianen waarvan hij denkt dat ze hem kunnen helpen de Jedi te vinden, en wordt na enkele geruchten doorverwezen naar Mos Pelgo op Tatooine, waar een Mandaloriaan actief zou zijn. Daar ontdekt hij dat er geen Mandaloriaan is, maar wordt hij geconfronteerd met maarschalk Cobb Vanth die een Mandaloriaans pantser draagt. Vanth legt uit dat hij zijn stad heeft bevrijd van de controle van het Mijncollectief met behulp van dit pantser, dat hij kocht van Jawa's in de woestijn. De stad wordt nu regelmatig aangevallen door een krayt-draak. Vanth stemt ermee in om het Mandaloriaanse pantser terug te geven in ruil voor de hulp van de Mandaloriaan bij het doden van de Krayt-draak. De Mandalorian regelt een overeenkomst tussen de dorpelingen van Mos Pelgo en een lokale clan van Tusken Raiders om samen te werken om de krayt-draak te doden in ruil voor vrede tussen beide groepen. Ze lokken de krayt-draak uit zijn hol, die uiteindelijk wordt gedood door de Mandalorian. Hij vertrekt met Vanths harnas, gadegeslagen door een met littekens bedekte Boba Fett.                                          |   |               |                     |                           |                  |
| 10 | 2 | The Passenger | Peyton Reed         | Jon Favreau               | 6 november 2020  |
| De Mandaloriaan stemt ermee in om een Frog Lady en haar eieren van Tatooine naar de monding van de maan Trask te brengen waar haar man de eieren zal bevruchten, in ruil voor informatie over andere Mandalorianen. Vanwege de kwetsbaarheid van de eieren moeten ze met lage snelheden reizen. Op hun reis worden ze geconfronteerd met X-wing-jagers die de Mandaloriaan naar een nabijgelegen ijzige planeet dwingen omdat hij door de Galactische Republiek wordt gezocht vanwege zijn rol in een ontsnapping uit de gevangenis. Hij moet een noodlanding maken op de planeet. Terwijl de Mandaloriaan het schip repareert, stuit het kind op talloze eieren in een ijsgrot, waaruit een zwerm spinachtige wezens komen. De Mandaloriaan, het Kind en de passagier zitten vast in de Razor Crest, het schip van de Mandaloriaan, totdat de X-Wing-piloten ze vinden en de wezens doden. Ze leggen uit dat omdat de Mandalorian hielp bij het aanhouden van zijn handlangers tijdens de ontsnapping uit de gevangenis, ze het arrestatiebevel zullen laten vallen en hem een waarschuwing zullen geven. Nadat de Mandaloriaan de reparaties heeft voltooid, stijgt de gehavende Razor Crest op en hervat zijn reis naar Trask.                       |   |               |                     |                           |                  |
| 11 | 3 | The Heiress   | Bryce Dallas Howard | Jon Favreau               | 13 november 2020 |
| Op Trask wordt de Frog Lady herenigd met haar man en ze leiden de Mandaloriaan naar een plaatselijke herberg waar hij informatie kan vinden over andere Mandalorianen. Een visser biedt aan om de Mandaloriaan naar de anderen te brengen, maar aan boord van het schip wordt hij in een hinderlaag gelokt door de vissers die zijn pantser willen verkopen. De Mandaloriaan en het Kind worden gered door drie Mandalorianen, geleid door Bo-Katan Kryze. Ze roept zijn hulp in bij het in beslag nemen van wapens van een Keizerlijk vrachtschip in ruil voor informatie over de Jedi. Nadat ze aan boord van het vrachtschip zijn gegaan, onthult Bo-Katan dat hun belangrijkste doel is om het schip samen met de vervoerde wapens te veroveren voor hun oorlogsinspanning om Mandalore te heroveren. De Keizerlijke kapitein krijgt de opdracht van Moff Gideon om het schip te laten neerstorten, maar zijn pogingen worden gestopt door Bo-Katan die de kapitein ondervraagt over de Darksaber. Hij pleegt zelfmoord. Bo-Katan geeft opdracht aan de Mandaloriaan om de Jedi Ahsoka Tano te ontmoeten in de stad Calodan op de bosplaneet Corvus. Nu de Razor Crest gedeeltelijk gerepareerd is, vervolgen de Mandaloriaan en het Kind hun reis. |   |               |                     |                           |                  |
| 12 | 4 | The Siege     | Carl Weathers       | Jon Favreau               | 20 november 2020 |
| De Razor Crest moet verder worden gerepareerd voordat hij verder naar Corvus kan reizen, dus de Mandaloriaan en het Kind maken een omweg naar Nevarro waar ze herenigd worden met hun bondgenoten Cara Dune en Greef Karga. Terwijl de Razor Crest wordt gerepareerd, wordt aan de Mandaloriaan getoond hoeveel dingen er op Nevarro zijn verbeterd sinds hij daar voor het laatst was, onder het rentmeesterschap van Karga als magistraat en Dune als maarschalk. De laatste uitdaging waarmee ze worden geconfronteerd, is een overgebleven Keizerlijke basis op de planeet, en de Mandaloriaan stemt ermee in hen te helpen deze te vernietigen. Ze ontdekken dat de basis door Dr. Pershing wordt gebruikt als laboratorium om experimenten uit te voeren met het bloed van het Kind, dat een hoge M-waarde bevat. Ze vernietigen de basis en ontsnappen achtervolgd door stormtroopers op speeder bikes en TIE-jagers. Dune en Karga slagen erin de speederbikes te stoppen terwijl de Mandaloriaan de TIE-jagers vernietigt met de gerepareerde Razor Crest. De Mandaloriaan en het Kind vertrekken naar Corvus, niet wetende dat een Keizerlijke spion een tracker op de Razor Crest heeft geplant in opdracht van Moff Gideon.                 |   |               |                     |                           |                  |
| 13 | 5 | The Jedi      | Dave Filoni         | Dave Filoni & Jon Favreau | 27 november 2020 |
| De Mandaloriaan en het Kind komen aan in de stad Calodan op de planeet Corvus. Ze vinden de lokale bevolking die leeft in angst voor Morgan Elsbeth, de magistraat van de stad, en haar bewakers waaronder een ingehuurde huurling genaamd Lang. Elsbeth biedt aan om de Mandaloriaan een speer van beskar-staal te geven in ruil voor het doden van Ahsoka Tano. De Mandaloriaan vindt Ahsoka buiten de stad en presenteert het Kind aan haar. Met behulp van De Kracht stelt Ahsoka vast dat de naam van het kind Grogu is en dat hij al voor de opkomst van het Rijk was begonnen met trainen als een Jedi. Ze stemt ermee in om zijn training voort te zetten als de Mandaloriaan helpt om Elsbeth te verslaan. Ze overmeesteren de bewakers, bevrijden de burgers, en de Mandaloriaan doodt Lang. Ahsoka confronteert Elsbeth en eist te weten waar haar meester Grand Admiral Thrawn is. Naderhand weigert Ahsoka Grogu te trainen vanwege zijn nauwe band met de Mandaloriaan. In plaats daarvan leidt ze hen naar een oude tempel op de planeet Tython, waar Grogu De Kracht kan gebruiken om andere Jedi te vinden en zijn eigen lot te bepalen. Ze geeft ook de speer aan de Mandaloriaan.                                                    |   |               |                     |                           |                  |
| 14 | 6 | The Tragedy   | Robert Rodriguez    | Jon Favreau               | 4 december 2020  |
| De Mandaloriaan neemt Grogu mee naar de oude tempel op Tython en plaatst hem op de zienersteen in het midden van de tempel. Grogu mediteert en wordt omgeven door een beschermend energieveld. Boba Fett arriveert al snel met de huurling Fennec Shand, die de Mandaloriaan eerder voor dood had achtergelaten op Tatooine. Fett legt uit dat het pantser gedragen door Cobb Vanth van hem is, aangezien zijn vader Jango een Mandaloriaanse vondeling was. De Mandaloriaan stemt ermee in om het pantser terug te geven in ruil voor de veiligheid van Grogu, net als Moff Gideon arriveert en Stormtroopers inzet. Fett, Fennec en de Mandaloriaan stoten de aanval van de Stormtroopers af, gedurende welke tijd Grogu stopt met mediteren en het energieveld om hem heen verdwijnt. Gideon vernietigt de Razor Crest vanuit de ruimte voordat hij zijn droid Dark Troopers inzet, die erin slagen Grogu te veroveren. Om hun deal na te komen, beloven Fett en Fennec de Mandaloriaan te helpen Grogu terug te krijgen. Ze reizen met Fett's schip Slave I naar Nevarro en vragen Dune om hulp bij het bevrijden van de crimineel Migs Mayfeld uit de gevangenis van de Nieuwe Republiek.                                                          |   |               |                     |                           |                  |
| 15 | 7 | The Believer  | Rick Famuyiwa       | Rick Famuyiwa             | 11 december 2020 |
| Dune gebruikt haar als maarschalk van de Nieuwe Republiek om Mayfeld van de gevangenis naar haar over te brengen. Hij stemt ermee in om de cruiser van Moff Gideon te helpen lokaliseren, maar heeft toegang nodig tot een interne terminal. Hij suggereert een geheim Keizerlijk mijnknooppunt op Morak. Daar kapen Mayfeld en de Mandaloriaan een transport met het explosieve mineraal rhydonium, en ze slagen erin de mijnfaciliteit te bereiken ondanks de aanvallen van lokale piraten. Ze verkrijgen de coördinaten van Gideon van de terminal, maar de Mandaloriaan wordt voor het eerst sinds hij zijn Mandaloriaanse eed heeft afgelegd gedwongen zijn helm af te zetten in het bijzijn van anderen. Het duo wordt geconfronteerd met de oude Keizerlijke commandant van Mayfeld, die wordt vermoord door Mayfeld als hij zich verheugt over wreedheden begaan door het Rijk tijdens Operatie Cinder. Mayfeld en de Mandaloriaan ontsnappen met de hulp van Fennec, Dune en Fett. Dune besluit Mayfeld te laten gaan. De Mandaloriaan stuurt Gideon een waarschuwing dat hij voor Grogu komt, en parafraseert een soortgelijke toespraak die Gideon eerder had gegeven.                                                                       |   |               |                     |                           |                  |
| 16 | 8 | The Rescue    | Peyton Reed         | Jon Favreau               | 18 december 2020 |
| De Mandaloriaan en Dune gaan aan boord van een Keizerlijke shuttle en nemen Dr. Pershing gevangen. Ze roepen de hulp in van Bo-Katan en Koska Reeves. In ruil daarvoor krijgt Bo-Katan Gideons kruiser en de Darksaber, en de Mandaloriaan overweegt hen te helpen Mandalore te bevrijden. Ze gebruiken de shuttle om dichtbij genoeg te komen om een noodlanding te maken op de kruiser van Gideon, waarbij Fett doet alsof hij hen aanvalt met de Slave I. Bo-Katan, Koska, Fennec en Dune vechten zich voorbij de Stormtroopers naar de brug van de kruiser. Ondertussen vindt de Mandaloriaan de Dark Troopers, weet ternauwernood een van hen te verslaan met de beskar-speer en werpt de rest de ruimte in. Hij vecht tegen Gideon met de speer en overmeestert hem, waardoor hij de nieuwe rechtmatige eigenaar van de Darksaber wordt. De Dark Troopers vliegen terug naar het schip, maar worden allemaal vernietigd door Luke Skywalker, een Jedi waarmee Grogu contact heeft opgenomen op Tython. De Mandaloriaan geeft Grogu toestemming om met Skywalker en R2-D2 mee te gaan om zijn training te voltooien. Later reizen Fett en Fennec naar Jabba's Paleis op Tatooine waar Fett Bib Fortuna vermoordt en de troon opeist.               |   |               |                     |                           |                  |

### Seizoen 3 (2023)
| Nr. | # | Titel                  | Regisseur           | Schrijver(s)              | Releasedatum  |
| --- | - | ---------------------- | ------------------- | ------------------------- | ------------- |
| 17 | 1 | The Apostate           | Rick Famuyiwa       | Jon Favreau               | 1 maart 2023  |
| De Mandaloriaan Din Djarin moet baden in het water van de mijnen van Mandalore om terug in zijn clan te mogen toetreden. Hij en Grogu reizen eerst naar Nevarro waar zijn oude makker Karga nu magistraat van de stad is. Ze worden bedreigd door piraten maar weten ze te verslaan. Ze reizen door naar Kalevala om er Bo-Katan Kryze op te zoeken. Zij weet Djarin de weg naar de mijnen te vertellen.                                                    |   |                        |                     |                           |               |
| 18 | 2 | The Mines of Mandalore | Rachel Morrison     | Jon Favreau               | 8 maart 2023  |
| Djarin en Grogu reizen naar Mandalore. In de mijnen wordt Djarin gevangen genomen door een cyborg-monster. Grogu weet te ontsnappen en vraagt Bo-Katan om hulp. Zij slaagt erin het monster te verslaan. Djarin baadt in het water van de mijnen maar zinkt weg. Terwijl Bo-Katan hem redt van verdrinking, ziet ze onder water een Mythosaur-monster. |   |                        |                     |                           |               |
| 19 | 3 | The Convert            | Lee Isaac Chung     | Jon Favreau & Noah Kloor  | 15 maart 2023 |
| Djarin, Grogru en Bo-Katan reizen terug naar Kalevala maar worden aangevallen door Galactische fighters. Op Coruscant krijgen de voormalige Galactische dienaars Dr. Pershing en Elia Kane amnestie door het volgen van een rehabilitatie-programma. Echter Elia laat Pershing in een val lopen en saboteert daarna zijn geheugenherprogrammering. Djarin wordt terug aanvaard door zijn clan en ook Bo-Katan wordt er verwelkomd.                          |   |                        |                     |                           |               |
| 20 | 4 | The Foundling          | Carl Weathers       | Jon Favreau & Dave Filoni | 22 maart 2023 |
| Grogu krijgt training van Djarin. Onder leiding van Bo-Katan redden Mandalorianen een jonge clanlid van een vliegend monster. Grogu herinnert zich zijn redding uit de brandende Jedi-tempel op Coruscant. |   |                        |                     |                           |               |
| 21 | 5 | The Pirate             | Peter Ramsey        | Jon Favreau               | 29 maart 2023 |
| Piraten vallen Navarro aan. Djarin en zijn clan komen hen te hulp. De Wapenmeesteres vraagt aan Bo-Katan om alle clans te verenigen om Mandalore te heroveren. X-wing piloot Carson Teva ontdekt dat Moff Gideon ontsnapt is. |   |                        |                     |                           |               |
| 22 | 6 | Guns for Hire          | Bryce Dallas Howard | Jon Favreau               | 5 april 2023  |
| Bo-Katan, Djarin en Grogu reizen naar Plazir-15 om Bo-Katans voormalig leger Mandalorianen terug te vinden. Nadat ze eerst lokale problemen met droids hebben opgelost, geeft Djarin de Darksaber aan Bo-Katan, wat haar leger overtuigt om haar te accepteren als hun leidster. |   |                        |                     |                           |               |
| 23 | 7 | The Spies              | Rick Famuyiwa       | Jon Favreau & Dave Filoni | 12 april 2023 |
| Op Navaro krijgt Grogu van magistraat Karga de tot wandelvoertuig verbouwde droid IG-12. De twee zijdes Mandalorianen reizen samen naar Mandalore om het te heroveren. Een verkenningsgroep moet er opboksen tegen een garizoen Death Troopers in Beskar-uniform onder leiding van Moff Gideon. Paz Vizsla offert zich op om de groep te redden. |   |                        |                     |                           |               |
| 24 | 8 | The Return             | Rick Famuyiwa       | Jon Favreau               | 19 april 2023 |
| De Mandalorianen verslaan het leger van Moff Gideon en vernietigen zijn legerbasis op Mandalore. Grogu wordt geadopteert door Djarin tijdens een Mandaloriaanse ceremonie waardoor hij de naam Din Grogu krijgt en officieel de leerling van Djarin mag worden. Djarin maakt een afspraak met de Nieuwe Republiek missies voor hen uit te voeren in de Outer Rim. Een gerepareerde IG-11 wordt sheriff op Navaro. Magistraat Karga schenkt Djarin een huis. |   |                        |                     |                           |               |

## Productie

### Ontwikkeling
Op 9 november 2017 maakte Disney-CEO Bob Iger bekend dat er een live-action Star Wars-serie in ontwikkeling was voor het nog te lanceren streamingplatform Disney+.
Op 8 maart 2018 maakte Lucasfilm bekend dat de reeks die in ontwikkeling was, zou worden geschreven door Jon Favreau, die tevens zou aanblijven als uitvoerende producent. Tijdens de première van Solo: A Star Wars Story maakte Favreau bekend dat de reeks zich zou afspelen tussen Return of the Jedi en The Force Awakens.
Op 3 oktober 2018 maakte Lucasfilm bekend dat de serie van Favreau de titel The Mandalorian had gekregen en werd de premisse van de reeks bekendgemaakt. Een dag later gingen de opnamen van start en werden de regisseurs en de uitvoerende producenten bekendgemaakt.

### Casting
In november 2018 raakte bekend dat Pedro Pascal gestalte geeft aan het titelpersonage van de reeks. Naast hem zijn er grote rollen voor Gina Carano, Nick Nolte, Giancarlo Esposito, Carl Weathers, Emily Swallow, Omid Abtahi en Werner Herzog.

### Opnamen
De hoofdopnamen gingen van start op 4 oktober 2018 in Zuid-Californië. Op 19 oktober 2018 bracht Star Wars-bedenker George Lucas een bezoek aan de set van de reeks als verrassing voor de verjaardag van Favreau.
Op 25 oktober 2018 raakte bekend dat de politie een onderzoek voerde naar een diefstal op de set van de serie. Volgens ingewijden zou er materiaal van de cameracrew verdwenen zijn en maakt de productie zich vooral zorgen voor gevoelige informatie op een geheugenkaart.
In februari 2019 werden de opnamen voor het eerste seizoen afgerond.
Midden oktober 2019, enkele weken voor de première van het eerste seizoen, maakte Jon Favreau bekend dat de productie reeds begonnen was met de opnamen van het tweede seizoen, dat in het najaar van 2020 op Disney+ verscheen.

## Trivia
- Grogu is een soortgenoot van Jedi-meester Yoda. Hij is nog maar de tweede van hun soort die een prominente rol kreeg in een life-action Star Wars film of televisieserie. Grogu kreeg bij de fans al snel de bijnaam Baby Yoda.